# Ostpunkt
Als Ostpunkt, oder auch Morgenpunkt, wird der Punkt des Horizonts bezeichnet, der von beiden Schnittpunkten des Meridians mit dem Horizont um 90° entfernt ist und an dem die Sonne während der Tagundnachtgleiche aufgeht. Er bildet somit den östlichen Schnittpunkt des Horizonts mit dem Himmelsäquator. Der Winkel zwischen Ostpunkt und Aufgangspunkt der Sonne, vom Beobachter aus gesehen, wird als Morgenweite bezeichnet. Zur Zeit der Tagundnachtgleiche ist dieser Winkel 0°.
Gegenpunkt ist der Westpunkt, auch Abendpunkt genannt.